# Dança no gelo
Dança no gelo (inglês: Ice dance) é uma disciplina da patinação artística que remete à dança de salão. A modalidade foi integrada pela primeira vez ao Campeonato Mundial de Patinação Artística no Gelo em 1952, porém só passou a compôr o programa olímpico a partir de 1976. 
Como na patinação de duplas, a dança no gelo é disputada por duplas formadas por um homem e uma mulher. Essas modalidades se diferem quanto aos requisitos diferentes para elevações, exigindo giros e aspectos de dança, e não sendo permitidos arremessos e saltos nas competições de dança.
A modalidade é disputada em dois segmentos, a dança rítmica (RD) , com temática e ritmo a variar por temporada, e a dança livre (FD), sem restrições quanto à escolha musical. Na temporada de 2022/23, os ritmos selecionados para a RD são ritmos latinos como rumba, salsa, samba no nível sênior, enquanto para os juniores é obrigatório o tango argentino.
São elementos obrigatórios nessa categoria as sequências compulsórias, as sequências midline, as sequências de twizzles, as elevações, e, apenas no segmento da dança livre, os giros.
Existe também competições individuais de dança no gelo, porém elas não são regulamentadas pela ISU

## Principais competições
As principais competições disputadas por essa modalidade são
- ISU Grand Prix de Patinação Artística no Gelo: É a primeira grande competição na temporada da patinação individual. Para a categoria sênior, é uma série composta por seis etapas, cada uma sediada em um país distinto, atualmente Estados Unidos, Canadá, França, Rússia, China, Japão. Em cada etapa competem doze patinadores, convidados por cada país sede de acordo com critérios relativos ao seu desempenho na temporada anterior, que recebem uma pontuação para um ranking dedicado à série Grand Prix de acordo com a sua posição no evento. A categoria júnior tem sua própria série, com mais etapas, sem restrições de convite. Os seis melhorestimes disputam em dezembro a Final do Grand Prix, que une as séries júnior e sênior e é realizada em dezembro, antes do início dos campeonatos nacionais das principais federações.
- Campeonato dos Quatro Continentes de Patinação Artística no Gelo: É um campeonato disputado entre os patinadores de nações não-europeias filiadas à ISU. Nesse campeonato, cada federação pode levar até três equipes por modalidade desde que estes cumpram os requisitos mínimos de pontuação atingidos em uma competição prévia, que são redefinidos anualmente.
- Campeonato Europeu de Patinação Artística no Gelo: É um campeonato disputado entre os patinadores de nações europeias filiadas à ISU. Nesse campeonato, cada federação pode levar entre uma a três equipes de dança, dependendo do desempenho de cada país na temporada anterior, desde os atletas estes cumpram os requisitos mínimos de pontuação atingidos em uma competição prévia, que são redefinidos anualmente.
- Campeonato Mundial de Patinação Artística no Gelo: É o principal campeonato da modalidade, disputado anualmente entre fevereiro e março. Para essa disputa, cada federação seleciona dentre uma a três duplas por disciplina de acordo com critérios internos, normalmente o desempenho nos campeonatos nacionais, de acordo com o desempenho do país na edição anterior do campeonato. Para a participação, são exigidos índices mínimos em uma competição internacional prévia reconhecida pela ISU na temporada.
- Jogos Olímpicos de Inverno: Disputado de quatro em quatro anos, tem a presença da modalidade individual tanto na disputa por equipes quanto na sua própria disputa. Os atletas são selecionados a partir dos critérios individuais de cada federação, e as vagas são alocadas para cada país a depender dos resultados no campeonato mundial da temporada anterior e da repescagem no Troféu Nebelhorn da temporada corrente.
- Troféu Mundial por Equipes de Patinação Artística no Gelo: Disputado em anos ímpares após o campeonato mundial, reúne os seis países mais bem pontuados da temporada, que são convidados a levar uma equipe de dança no gelo (além de dois patinadores para cada modalidade individual e uma dupla) para uma competição na qual o ranking final é definido a partir do somatório das pontuações atribuídas às posições dos atletas em cada segmento.

## Maiores pontuadores

### Pontuação total
| Pos. | Nome                                         | País           | Pontuação | Competição                                                |
| ---- | -------------------------------------------- | -------------- | --------- | --------------------------------------------------------- |
| 1    | Gabriella Papadakis / Guillaume Cizeron      | França         | 229.82    | Campeonato Mundial de Patinação Artística no Gelo de 2022 |
| 2    | Madison Hubbell / Zachary Donohue            | Estados Unidos | 222.39    | Campeonato Mundial de Patinação Artística no Gelo de 2022 |
| 3    | Victoria Sinitsina / Nikita Katsalapov       | Rússia         | 221.17    | Campeonato Mundial de Patinação Artística no Gelo de 2021 |
| 4    | Madison Chock / Evan Bates                   | Estados Unidos | 216.83    | Campeonato Mundial de Patinação Artística no Gelo de 2022 |
| 5    | Piper Gilles / Paul Poirier                  | Canadá         | 214.35    | Campeonato Mundial de Patinação Artística no Gelo de 2021 |
| 6    | Alexandra Stepanova / Ivan Bukin             | Rússia         | 213.20    | Campeonato Europeu de Patinação Artística no Gelo de 2022 |
| 7    | Charlène Guignard / Marco Fabbri             | Itália         | 209.92    | Campeonato Mundial de Patinação Artística no Gelo de 2022 |
| 8    | Kaitlyn Weaver / Andrew Poje                 | Canadá         | 205.62    | Campeonato Mundial de Patinação Artística no Gelo de 2019 |
| 9    | Laurence Fournier Beaudry / Nikolaj Sørensen | Canadá         | 201.00    | 2019 CS Nebelhorn Trophy                                  |
| 10   | Caroline Green / Michael Parsons             | Estados Unidos | 200.59    | Campeonato dos Quatro Continentes de 2022                 |